# 許怜朱
許怜朱（： Heo Yeong Ju，1992年3月21日－)，藝名怜朱（： Yeong Ju，英語：，前MBK娛樂旗下女子團體The SeeYa成員，為隊中的主Rapper、副唱。另外，擁有著自由的絕對音感。出道在即的怜朱通過經紀公司表明：「歌曲、演技，我以Davichi的姜珉耿前輩為榜樣」，大大增加了人們的期待，The SeeYa中第三個公開的成員。2016年8月25日以Real Girls Project成員身份出道，為隊內的隊長、副Rapper、副唱。

## 基本資料
- 身高：168cm
- 體重：44.9kg
- 血型：A型
- 生肖：猴
- 母語：韓語
- 星座：牡羊座
- 樂器：鋼琴、長笛

## 音樂作品

### OST
2017年，Lost in the Summer，偶像大師.KR OST，與千載寅

## 影視作品
2017年，SBS電視台， 偶像大師.KR ，主角之一

## 外部連結
-  The SeeYa官方網頁 （页面存档备份，存于）
-  怜朱的Instagram帳戶
-  怜朱的X（前Twitter）